# Editto di Turda
L'editto di Turda (in ungherese: tordai ediktum) fu un decreto emesso Giovanni Sigismondo Zápolya del Regno dell'Ungheria orientale, in cui si autorizzava le comunità locali a eleggere liberamente i propri predicatori. I delegati delle Tre Nazioni della Transilvania - la nobiltà ungherese, i sassoni di Transilvania e gli Székelys - lo adottarono su richiesta del predicatore antitrinitario di corte, Ferenc Dávid, a Torda (oggi Turda in Romania) il 28 gennaio 1568. Nonostante il decreto non riconoscesse il diritto di un individuo alla libertà di culto, nell'autorizzare l'esistenza di una religione cristiana radicale in uno stato europeo, fu un atto senza precedenti in materia di tolleranza religiosa.
Le chiese cattolica e ortodossa avevano già convissuto per secoli nei territori meridionali e orientali del Regno medievale d'Ungheria. Tuttavia, le idee che la Chiesa cattolica considerava come eresia non venivano tollerate: gli Hussiti ungheresi furono espulsi dal paese nel 1430 e la Dieta d'Ungheria, nel 1523, promulgò un decreto con cui si ordinava la persecuzione dei luterani. Tuttavia quest'ultimo atto fu in pratica ignorato durante la guerra civile che seguì la vittoria ottomana contro l'esercito ungherese nella battaglia di Mohács del 1526. Dopo che gli Ottomani occuparono le regioni centrali del regno medievale nel 1541, permisero al piccolo Giovanni Sigismondo di governare le terre ad est del fiume Tibisco sotto la reggenza della madre, Isabella Jagiełło. Agli inizi degli anni 1540 le Diete riconobbero il diritto delle Tre Nazioni di regolare liberamente i loro affari interni. I sassoni consideravano la religione come una questione interna e ordinarono, tra il 1544 il 1545, l'introduzione della Riforma luterana nei loro insediamenti nel 1544-1545. La Dieta sancì la convivenza della chiesa cattolica e luterana solo nel 1557.
Giovanni Sigismondo iniziò a governare personalmente dopo la morte della madre, avvenuta nel 1559. Egli si dimostrò interessato agli affari religiosi e organizzò una serie di dibattiti tra i rappresentanti delle diverse teologie protestanti. Nel 1562 si convertì dal cattolicesimo al luteranesimo e due anni dopo dal luteranesimo al calvinismo nel 1564. Il suo medico di corte, Giorgio Biandrata, e Ferenc Dávid lo convinsero congiuntamente a consentire anche la discussione pubblica sul dogma della Trinità. Accettò le idee antitrinitarie di Dávid e Biandrata nel 1567. L'editto di Turda fu adottato nella Dieta seguente. In essa si affermò che "la fede è un dono di Dio" e venne proibita la persecuzione delle persone per motivi religiosi. In pratica, l'editto sanciva solo l'esistenza di quattro denominazioni "accolte": le chiese cattolica, luterana, calvinista e unitaria. Ulteriori innovazioni a carattere religioso furono proibite durante il regno del successore di Giovanni Sigismondo, Stefano I Báthory, ma la tolleranza religiosa rimase una caratteristica distintiva del Principato di Transilvania (lo stato successore del regno di Giovanni Sigismondo) nell'Europa moderna.